# Lin Li (pallavolista)
Lin Li (Fuzhou, 5 luglio 1992) è una pallavolista cinese.
Gioca nel ruolo di libero nello Zhejiang.

## Carriera
La carriera di Lin Li inizia nel 2007, quando entra a far parte del Fujian col quale partecipa alla Chinese Volleyball League B: milita nel campionato cadetto cinese per quattro annate, culminate con la promozione in massima serie; nel 2011 fa parte della nazionale cinese under 20 che si aggiudica la medaglia di bronzo al campionato mondiale di categoria.
Debutta in Volleyball League A nella stagione 2011-12. Dal 2015 entra a far parte della nazionale cinese maggiore, vincendo la medaglia d'oro al campionato asiatico e oceaniano e alla Coppa del Mondo, nel 2016 al World Grand Prix e ai Giochi della XXXI Olimpiade di Rio de Janeiro e nel 2017 alla Grand Champions Cup.
Nel campionato 2017-18, dopo l'eliminazione del suo club dalla corsa ai play-off scudetto, gioca in prestito allo Zhejiang; con la nazionale, nel 2018, conquista la medaglia di bronzo alla Volleyball Nations League, bissato anche nell'edizione 2019, e al campionato mondiale.

## Palmarès

### Nazionale (competizioni minori)
- Campionato mondiale under 20 2011
- Montreux Volley Masters 2017

### Premi individuali
- 2016 - World Grand Prix: Miglior libero
- 2016 - Giochi della XXXI Olimpiade: Miglior libero
- 2018 - Montreux Volley Masters: MVP della Cina